# Korunovace Poppey
Korunovace Poppey či alternativně Korunovace Poppaey (v originále L'incoronazione di Poppea) je název opery Claudia Monteverdiho z roku 1642. Autorem libreta je Giovanni Francesco Busenello.

## Hlavní postavy
- Poppaea (soprán)
- Nero (tenor)
- Octavia (soprán)
- Seneca (bas)
- Otho (kontraalt)

## Obsah
Opera Korunovace Poppey má tři dějství. Její děj se odehrává v antickém Římě za vlády císaře Nerona.
Poppaea Sabina, milenka císaře Nerona, odmítne prosby svého milence Othona, aby se k němu vrátila. Místo toho přiměje Nerona, aby poslal do vyhnanství svou manželku Octavii a oženil se s Poppaeou. Filosof Seneca se na příkaz císaře podřeže a Octavia odjede do vyhnanství. Celá opera končí triumfem Poppaey, která se za všeobecného jásotu stane Neronovou manželkou a je korunována na císařovnu.